# Claudio Rosa
Claudio Rosa (* 4. Mai 1935) ist ein ehemaliger brasilianischer Radrennfahrer und nationaler Meister im Radsport.

## Sportliche Laufbahn
1958 gewann er das Rennen Mil Millas Orientales in Uruguay sowie das Eintagesrennen Prova Ciclística 9 de Julho. Mit Antonio Alba als Partner siegte er 1959 in den Sechstagerennen von São Paulo und Uberlândia. 1961 gewann er eine Etappe der Portugal-Rundfahrt. Er siegte erneut im Prova Ciclística 9 de Julho. 1965 wurde er Dritter der Uruguay-Rundfahrt hinter dem Sieger Juan José Timón. 
In Brasilien gewann er 1956 die nationale Meisterschaft im 1000-Meter-Zeitfahren und in der Einerverfolgung. Auch die Meisterschaft im Steherrennen entschied er für sich. 1955 vertrat er Brasilien bei den Panamerikanischen Spielen.